# 德克 (蒙大拿州)
德克（英語：Decker）是位於美國蒙大拿州大角縣的非建制地區。

## 歷史
德克的郵局於1893年設立，1919年停運後又於翌年重啟，營運至今。

## 地理
德克所處的海拔為高於海平面1074米（即3524英呎），而該地所採用的時區為UTC-6，即北美山地時區（MST）。同時該地設有夏令時間，為UTC-7調快一小時，即UTC-6（MDT）。